# Mugur Mihăescu
Mugur Mihăescu (ur. 2 czerwca 1967 w m. Goicea) – rumuński komik, aktor, scenarzysta filmowy i telewizyjny, przedsiębiorca oraz polityk.

## Życiorys
Według dokumentów ujawnionych przez CNSAS w 1986 podjął współpracę z Securitate. Kształcił się na wydziale automatyki Uniwersytetu Politechnicznego w Bukareszcie. W 1988 zaczął występować we współtworzonej z Radu Pietreanu i Danem Savą komediowej grupie Vacanţa Mare. Grupa zyskiwała rozpoznawalność i popularność, w tym 1999 podpisała kontrakt na występy w telewizji Pro TV. Mugur Mihăescu wystąpił m.in. w komedii Garcea și oltenii oraz serialu Leana si Costel, opracowywał także scenariusze dla komediowych produkcji filmowych i telewizyjnych.
W późniejszych latach zajął się własną działalnością gospodarczą w ramach przedsiębiorstwa budowlanego. Zaczął też prowadzić puby w historycznym centrum Bukaresztu. W 2011 był prezesem wykonawczym partii Partidul Verde. W 2013 przystąpił do Narodowego Związku na rzecz Rozwoju Rumunii. Został też wiceprezesem stołecznej organizacji przedsiębiorców ACCIB. W 2017 powołany na doradcę burmistrz Bukaresztu Gabrieli Firei. W trakcie pandemii COVID-19 uchodził za rzecznika protestujących przeciwko wprowadzanym obostrzeniom.
Związał się następnie z prawicowym Sojuszem na rzecz Jedności Rumunów. W 2024 z jego ramienia uzyskał mandat posła do Izby Deputowanych.

## Życie prywatne
Żonaty z Rodicą Mihăescu.

## Wybrana filmografia
- 2002: Garcea și oltenii jako Garcea / Leana, Râdeți cu oameni ca noi jako Bizonul
- 2003: Leana și Costel jako Garcea / Leana
- 2006: Trei frați de belea jako Bizo